# Grant (Iowa)
Grant es una ciudad ubicada en el condado de Montgomery en el estado estadounidense de Iowa. En el Censo de 2010 tenía una población de 92 habitantes y una densidad poblacional de 47,49 personas por km².

## Geografía
Grant se encuentra ubicada en las coordenadas 41°8′33″N 94°59′7″O / 41.14250, -94.98528. Según la Oficina del Censo de los Estados Unidos, Grant tiene una superficie total de 1.94 km², de la cual 1.91 km² corresponden a tierra firme y (1.34%) 0.03 km² es agua.

## Demografía
Según el censo de 2010, había 92 personas residiendo en Grant. La densidad de población era de 47,49 hab./km². De los 92 habitantes, Grant estaba compuesto por el 100% blancos, el 0% eran afroamericanos, el 0% eran amerindios, el 0% eran asiáticos, el 0% eran isleños del Pacífico, el 0% eran de otras razas y el 0% pertenecían a dos o más razas. Del total de la población el 0% eran hispanos o latinos de cualquier raza.